# Hosseusiella
Hosseusiella is een geslacht van korstmossen behorend tot de familie Teloschistaceae. 

## Geslachten
Volgens Index Fungorum telt het geslacht drie soorten (peildatum december 2023):
| Soortnaam                | Auteur(s)                                                                        | Publicatiejaar |
| ------------------------ | -------------------------------------------------------------------------------- | -------------- |
| Hosseusiella chilensis   | (Kärnefelt, S.Y. Kondr., Frödén & Arup) S.Y. Kondr., Lőkös, Kärnefelt & A. Thell | 2018           |
| Hosseusiella gallowayana | S.Y. Kondr., Lőkös, Hur, Kärnefelt & A. Thell                                    | 2018           |
| Hosseusiella pergracilis | (Zahlbr.) S.Y. Kondr., Lőkös & A. Thell                                          | 2018           |